# Sophie van Leeuwen
Sophie van Leeuwen (31 oktober 1977) is een Nederlands-Franse journaliste. Sinds 2023 is ze Afrika-correspondent voor RTL Nieuws. Daarvoor van 2018 tot en met 2023 was ze vijf jaar lang politiek verslaggever voor BNR Nieuwsradio in Den Haag.
Van Leeuwen studeerde Frans, Culturele Studies en Journalistiek aan de Universiteit van Amsterdam. Tijdens haar studies maakte ze kennis met de journalistieke praktijk bij de nieuwsdienst van de lokale radiozender AmsterdamFM. Na een stage bij NRC Handelsblad ging ze in 2004 voor BNR Nieuwsradio werken. In 2007 werd ze freelancer en werkte naast BNR ook voor RTL Nieuws en het ANP. In 2008 vertrok Van Leeuwen naar Brussel en was daar twee jaar lang freelance EU correspondent. Na terugkomst in Nederland werkte ze als verslaggever voor de Afrikaredactie van de Wereldomroep en voor Bureau Buitenland. Daarnaast was ze als correspondent werkzaam voor diverse Franstalige media waaronder France 24 en Radio France Internationale.
In 2014 maakte Van Leeuwen met Pieter-Bas van Wiechen voor OVT de radiodocumentaire Alphonse en de Grote Oorlog over de lotgevallen van haar Franse overgrootvader Alphonse Froidure in de Eerste Wereldoorlog.
In 2018 keerde Van Leeuwen terug bij BNR Nieuwsradio om daar politiek verslaggever te worden. In 2020 was ze samen met collega Laurens Boven Nieuwspoort rapporteur en schreven ze het boek Stilte op het Binnenhof over de politiek tijdens het begin van de Coronacrisis.
Van Leeuwen maakte in haar BNR-tijd elke week met eerst Thomas van Groningen, later Leendert Beekman en Mark Beekhuis de podcast Studio Den Haag (eerder Newsroom Den Haag).
In februari 2025 werd Van Leeuwen gearresteerd in Sierra Leone, waar zij was wegens de zaak rond drugscrimineel Jos Leijdekkers.